# Ryjokrety
Ryjokrety (Urotrichini) – plemię ssaków z podrodziny kretów (Talpinae) w obrębie rodziny  kretowatych (Talpidae).

## Występowanie
Plemię obejmuje gatunki występujące w Japonii.

## Systematyka
Do plemienia należą następujące występujące współcześnie rodzaje:
- Urotrichus Temminck, 1841 – górokret – jedynym żyjącym współcześnie przedstawicielem jest Urotrichus talpoides Temminck, 1841 – górokret japoński
- Dymecodon F.W. True, 1886 – ryjokret – jedynym przedstawicielem jest Dymecodon pilirostris F.W. True, 1886 – ryjokret górski

Opisano również rodzaje wymarłe:
- Myxomygale Filhol, 1890[10]
- Paratalpa Lavocat, 1951[11]
- Percymygale Hugueney & Maridet, 2017[12]
- Pseudoparatalpa Lopatin, 1999[13] – jedynym przedstawicielem był Pseudoparatalpa lavrovi (Bendukidze, 1993)
- Tenuibrachiatum Ziegler, 2003[14] – jedynym przedstawicielem był Tenuibrachiatum storchi Ziegler, 2003.